# سوني إكسبيريا تي 3
سوني إكسبيريا تي 3، (بالإنجليزية: Sony Xperia T3)‏ هو هاتف ذكي يعمل بنظام أندرويد، تم طرحه في الأسواق في شهر يوليو من عام 2014.

## مواصفات أخرى
من مواصفاته أيضا بلوتوث، وراديو أف أم وحساس السطوع الخلفي في الكاميرا، والاتصال قريب المدى (NFC)، ويتوفر بثلاثة ألوان: أبيض وأسود وبنفسجي.